# Lucasioides minakatai
Lucasioides minakatai är en kräftdjursart som beskrevs av Nunomura2003. Lucasioides minakatai ingår i släktet Lucasioides och familjen Trachelipodidae. Inga underarter finns listade i Catalogue of Life.